# Transat Jacques-Vabre 2015
 (avril 2025).
Si vous disposez d'ouvrages ou d'articles de référence ou si vous connaissez des sites web de qualité traitant du thème abordé ici, merci de compléter l'article en donnant les références utiles à sa vérifiabilité et en les liant à la section « Notes et références ».
Navigation
2013 2017
La Transat Jacques-Vabre 2015 est la douzième édition de la Transat Jacques-Vabre. Le départ a lieu le 25 octobre. Le parcours relie Le Havre à Itajaí (Brésil) soit 5 400 milles sans aucune marque ou passage obligé. La directrice de course est Sylvie Viant.

## Type de bateau
Quatre types de bateaux sont admis à participer :
- Des voiliers monocoques d'une longueur comprise entre 59 et 60 pieds, c'est-à-dire d'environ 18 mètres. Ces bateaux doivent répondre aux règles de la classe des 60 pieds IMOCA.
- Des voiliers monocoques dont la longueur est de 40 pieds soit 12,19 m. Ces bateaux doivent répondre aux règles de la classe Class40.
- Des voiliers multicoques dont la longueur hors tout (LHT) est comprise entre 70 et 105 pieds. Ces bateaux seront dans la classe Ultime.
- Des voiliers multicoques dont la longueur est de 50 pieds soit 15,24 m. Ces bateaux doivent répondre aux règles de la classe Multi50.

## Parcours
Le parcours relie Le Havre à Itajaí (Brésil) soit 5 400 milles sans aucune marque ou passage obligé.

## Participants
Quarante-deux bateaux sont inscrits pour la course (4 ultimes,  4 Multi50, 20 IMOCA et 14 Class40).

### Ultime
| Classe Ultime (4 inscrits) | Classe Ultime (4 inscrits) | Classe Ultime (4 inscrits) | Classe Ultime (4 inscrits) | Classe Ultime (4 inscrits) | Classe Ultime (4 inscrits) | Classe Ultime (4 inscrits)               | Classe Ultime (4 inscrits)               | Classe Ultime (4 inscrits)               | Classe Ultime (4 inscrits)               |
| Concurrents                | Concurrents                | Concurrents                | Concurrents                | Bateau                     | Bateau                     | Classement                               | Arrivée                                  | Arrivée                                  | Arrivée                                  |
| Skipper 1                  | Nationalité                | Skipper 2                  | Nationalité                | Nom du bateau              | Lancement                  | Général                                  | Date                                     | Temps                                    | Moyenne (nœuds)                          |
| -------------------------- | -------------------------- | -------------------------- | -------------------------- | -------------------------- | -------------------------- | ---------------------------------------- | ---------------------------------------- | ---------------------------------------- | ---------------------------------------- |
| François Gabart            | France                     | Pascal Bidégorry           | France                     | Macif                      | 2015                       | 1er                                      | 7 novembre 2015                          | 12 j 17 h 29 min 27 s                    | 20,75                                    |
| Thomas Coville             | France                     | Jean-Luc Nélias            | France                     | Sodebo Ultim'              | 2013                       | 2e                                       | 7 novembre 2015                          | 13 j 01 h 17 min 38 s                    | 20,51                                    |
| Yves Le Blevec             | France                     | Jean-Baptiste Le Vaillant  | France                     | Actual                     |                            | Abandon le 30 octobre (casse matérielle) | Abandon le 30 octobre (casse matérielle) | Abandon le 30 octobre (casse matérielle) | Abandon le 30 octobre (casse matérielle) |
| Lionel Lemonchois          | France                     | Roland Jourdain            | France                     | Prince de Bretagne         |                            | Abandon le 26 octobre (chavirage)        | Abandon le 26 octobre (chavirage)        | Abandon le 26 octobre (chavirage)        | Abandon le 26 octobre (chavirage)        |

### Multi 50
| Classe Multi 50 : multicoques 50 pieds (4 inscrits) | Classe Multi 50 : multicoques 50 pieds (4 inscrits) | Classe Multi 50 : multicoques 50 pieds (4 inscrits) | Classe Multi 50 : multicoques 50 pieds (4 inscrits) | Classe Multi 50 : multicoques 50 pieds (4 inscrits) | Classe Multi 50 : multicoques 50 pieds (4 inscrits) | Classe Multi 50 : multicoques 50 pieds (4 inscrits) | Classe Multi 50 : multicoques 50 pieds (4 inscrits) | Classe Multi 50 : multicoques 50 pieds (4 inscrits) | Classe Multi 50 : multicoques 50 pieds (4 inscrits) |
| Concurrents                                         | Concurrents                                         | Concurrents                                         | Concurrents                                         | Bateau                                              | Bateau                                              | Classement                                          | Arrivée                                             | Arrivée                                             | Arrivée                                             |
| Skipper 1                                           | Nationalité                                         | Skipper 2                                           | Nationalité                                         | Nom du bateau                                       | Lancement                                           | Général                                             | Date                                                | Temps                                               | Moyenne (nds)                                       |
| --------------------------------------------------- | --------------------------------------------------- | --------------------------------------------------- | --------------------------------------------------- | --------------------------------------------------- | --------------------------------------------------- | --------------------------------------------------- | --------------------------------------------------- | --------------------------------------------------- | --------------------------------------------------- |
| Erwan Le Roux                                       | France                                              | Giancarlo Pedote                                    | Italie                                              | FenêtréA Prysmian                                   |                                                     | 1er                                                 | 11 novembre 2015                                    | 16 j 22 h 29 min 13 s                               | 13,28                                               |
| Thierry Bouchard                                    | France                                              | Olivier Krauss                                      | France                                              | Ciela Village                                       |                                                     | 2e                                                  | 12 novembre 2015                                    | 17 j 17 h 44 min 51 s                               | 12,68                                               |
| Lalou Roucayrol                                     | France                                              | César Dohy                                          | France                                              | Arkema                                              |                                                     | 3e                                                  | 15 novembre 2015                                    | 20 j 22 h 47 min 55 s                               | 10,74                                               |
| Gilles Lamiré                                       | France                                              | Yvan Bourgnon                                       | Suisse                                              | La French Tech Rennes Saint-Malo                    |                                                     | Abandon le 27 octobre (collision avec un container) | Abandon le 27 octobre (collision avec un container) | Abandon le 27 octobre (collision avec un container) | Abandon le 27 octobre (collision avec un container) |

### IMOCA
| Classe IMOCA : monocoques (20 inscrits) | Classe IMOCA : monocoques (20 inscrits) | Classe IMOCA : monocoques (20 inscrits) | Classe IMOCA : monocoques (20 inscrits) | Classe IMOCA : monocoques (20 inscrits) | Classe IMOCA : monocoques (20 inscrits) | Classe IMOCA : monocoques (20 inscrits)        | Classe IMOCA : monocoques (20 inscrits)        | Classe IMOCA : monocoques (20 inscrits)        | Classe IMOCA : monocoques (20 inscrits)        |
| Concurrents                             | Concurrents                             | Concurrents                             | Concurrents                             | Bateau                                  | Bateau                                  | Classement                                     | Arrivée                                        | Arrivée                                        | Arrivée                                        |
| Skipper 1                               | Nationalité                             | Skipper 2                               | Nationalité                             | Nom du bateau                           | Lancement                               | Général                                        | Date                                           | Temps                                          | Moyenne (nds)                                  |
| --------------------------------------- | --------------------------------------- | --------------------------------------- | --------------------------------------- | --------------------------------------- | --------------------------------------- | ---------------------------------------------- | ---------------------------------------------- | ---------------------------------------------- | ---------------------------------------------- |
| Vincent Riou                            | France                                  | Sebastien Col                           | France                                  | PRB                                     | 2010                                    | 1er                                            | 11 novembre 2015                               | 17 j 00 h 22 min 24 s                          | 13,22                                          |
| Armel Le Cléac'h                        | France                                  | Erwan Tabarly                           | France                                  | Banque populaire VIII                   | 2015                                    | 2e                                             | 11 novembre 2015                               | 17 j 08 h 29 min 09 s                          | 12,97                                          |
| Yann Elies                              | France                                  | Charlie Dalin                           | France                                  | Queguiner - Leucémie Espoir             | 2007                                    | 3e                                             | 11 novembre 2015                               | 17 j 10 h 01 min 23 s                          | 12,92                                          |
| Thomas Ruyant                           | France                                  | Adrien Hardy                            | France                                  | Le souffle du Nord                      | 2007                                    | 4e                                             | 12 novembre 2015                               | 18 j 01 h 27 min 45 s                          | 12,46                                          |
| Tanguy de Lamotte                       | France                                  | Samantha Davies                         | Royaume-Uni                             | Initiatives Cœur                        | 2006                                    | 5e                                             | 12 novembre 2015                               | 18 j 07 h 09 min 14 s                          | 12,30                                          |
| Bertrand de Broc                        | France                                  | Marc Guillemot                          | France                                  | MACSF                                   | 2007                                    | 6e                                             | 13 novembre 2015                               | 18 j 22 h 10 min 05 s                          | 11,89                                          |
| Éric Bellion                            | France                                  | Sam Goodchild                           | Royaume-Uni                             | Comme un seul homme                     | 2008                                    | 7e                                             | 13 novembre 2015                               | 19 j 02 h 15 min 34 s                          | 11,78                                          |
| Fabrice Amédéo                          | France                                  | Éric Péron                              | France                                  | Newrest/Matmut                          | 2007                                    | 8e                                             | 13 novembre 2015                               | 19 j 05 h 07 min 56 s                          | 11,71                                          |
| Louis Burton                            | France                                  | Romain Attanasio                        | France                                  | Bureau Vallée                           | 2006                                    | 9e                                             | 13 novembre 2015                               | 19 j 05 h 11 min 33 s                          | 11,71                                          |
| Eric Holden                             | Canada                                  | Morgen Watson                           | Canada                                  | O Canada                                | 2006                                    | Abandon le 2 novembre (casse matérielle)       | Abandon le 2 novembre (casse matérielle)       | Abandon le 2 novembre (casse matérielle)       | Abandon le 2 novembre (casse matérielle)       |
| Jean-Pierre Dick                        | France                                  | Fabien Delahaye                         | France                                  | StMichel-Virbac                         | 2015                                    | Abandon le 1 novembre (problèmes de structure) | Abandon le 1 novembre (problèmes de structure) | Abandon le 1 novembre (problèmes de structure) | Abandon le 1 novembre (problèmes de structure) |
| Kito de Pavant                          | France                                  | Yann Régniau                            | France                                  | Bastide-Otio                            | 2010                                    | Abandon le 31 octobre (avaries multiples)      | Abandon le 31 octobre (avaries multiples)      | Abandon le 31 octobre (avaries multiples)      | Abandon le 31 octobre (avaries multiples)      |
| Nándor Fa                               | Hongrie                                 | Péter Perényi                           | Hongrie                                 | Spirit of Hungary                       | 2014                                    | Abandon le 31 octobre (démâtage)               | Abandon le 31 octobre (démâtage)               | Abandon le 31 octobre (démâtage)               | Abandon le 31 octobre (démâtage)               |
| Alex Thomson                            | Royaume-Uni                             | Guillermo Altadill                      | Espagne                                 | Hugo Boss                               | 2015                                    | Abandon le 31 octobre (problèmes de structure) | Abandon le 31 octobre (problèmes de structure) | Abandon le 31 octobre (problèmes de structure) | Abandon le 31 octobre (problèmes de structure) |
| Paul Meilhat                            | France                                  | Michel Desjoyeaux                       | France                                  | SMA                                     | 2011                                    | Abandon le 30 octobre (problème de quille)     | Abandon le 30 octobre (problème de quille)     | Abandon le 30 octobre (problème de quille)     | Abandon le 30 octobre (problème de quille)     |
| Nicolas Boidevezi                       | France                                  | Ryan Breymaier                          | États-Unis                              | Adopteunskipper.net                     | 2007                                    | Abandon le 30 octobre (casse matérielle)       | Abandon le 30 octobre (casse matérielle)       | Abandon le 30 octobre (casse matérielle)       | Abandon le 30 octobre (casse matérielle)       |
| Arnaud Boissières                       | France                                  | Stan Maslard                            | France                                  | Le bateau des métiers by Aérocampus     | 2007                                    | Abandon le 28 octobre (grand voile déchirée)   | Abandon le 28 octobre (grand voile déchirée)   | Abandon le 28 octobre (grand voile déchirée)   | Abandon le 28 octobre (grand voile déchirée)   |
| Morgan Lagravière                       | France                                  | Nicolas Lunven                          | France                                  | Safran II                               | 2015                                    | Abandon le 28 octobre (voie d'eau)             | Abandon le 28 octobre (voie d'eau)             | Abandon le 28 octobre (voie d'eau)             | Abandon le 28 octobre (voie d'eau)             |
| Sébastien Josse                         | France                                  | Charles Caudrelier                      | France                                  | Edmond de Rothschild                    | 2015                                    | Abandon le 26 octobre (avaries multiples)      | Abandon le 26 octobre (avaries multiples)      | Abandon le 26 octobre (avaries multiples)      | Abandon le 26 octobre (avaries multiples)      |
| Jérémie Beyou                           | France                                  | Philippe Legros                         | France                                  | Maitre Coq                              | 2010                                    | Abandon le 26 octobre (casse matérielle)       | Abandon le 26 octobre (casse matérielle)       | Abandon le 26 octobre (casse matérielle)       | Abandon le 26 octobre (casse matérielle)       |

### Class 40
| Class 40: monocoques 40 pieds (14 inscrits) | Class 40: monocoques 40 pieds (14 inscrits) | Class 40: monocoques 40 pieds (14 inscrits) | Class 40: monocoques 40 pieds (14 inscrits) | Class 40: monocoques 40 pieds (14 inscrits) | Class 40: monocoques 40 pieds (14 inscrits) | Class 40: monocoques 40 pieds (14 inscrits)         | Class 40: monocoques 40 pieds (14 inscrits)         | Class 40: monocoques 40 pieds (14 inscrits)         | Class 40: monocoques 40 pieds (14 inscrits)         |
| Concurrents                                 | Concurrents                                 | Concurrents                                 | Concurrents                                 | Bateau                                      | Bateau                                      | Classement                                          | Arrivée                                             | Arrivée                                             | Arrivée                                             |
| Skipper 1                                   | Nationalité                                 | Skipper 2                                   | Nationalité                                 | Nom du bateau                               | Lancement                                   | Général                                             | Date                                                | Temps                                               | Moyenne (nds)                                       |
| ------------------------------------------- | ------------------------------------------- | ------------------------------------------- | ------------------------------------------- | ------------------------------------------- | ------------------------------------------- | --------------------------------------------------- | --------------------------------------------------- | --------------------------------------------------- | --------------------------------------------------- |
| Yannick Bestaven                            | France                                      | Pierre Brasseur                             | France                                      | Le Conservateur                             | 2014                                        | 1er                                                 | 18 novembre 2015                                    | 24 j 08 h 10 min 09 s                               | 9,24                                                |
| Maxime Sorel                                | France                                      | Sam Manuard                                 | France                                      | V and B                                     | 2015                                        | 2e                                                  | 18 novembre 2015                                    | 24 j 10 h 04 min 31 s                               | 9,21                                                |
| Louis Duc                                   | France                                      | Christophe Lebas                            | France                                      | Carac Advanced Energies                     | 2008                                        | 3e                                                  | 20 novembre 2015                                    | 25 j 21 h 29 min 52 s                               | 8,69                                                |
| Thibaut Vauchel-Camus                       | France                                      | Victorien Erussard                          | France                                      | Solidaires en Peloton ARSEP                 | 2014                                        | 4e                                                  | 20 novembre 2015                                    | 26 j 09 h 34 min 00 s                               | 8,52                                                |
| Bertrand Delesne                            | France                                      | Nils Palmieri                               | Suisse                                      | Teamwork 40                                 | 2012                                        | 5e                                                  | 21 novembre 2015                                    | 26 j 22 h 25 min 45 s                               | 8,35                                                |
| Eduardo Penido                              | Brésil                                      | Renato Araujo                               | Brésil                                      | Zetra                                       | 2013                                        | 6e                                                  | 23 novembre 2015                                    | 28 j 10 h 37 min 30 s                               | 7,91                                                |
| Manuel Cousin                               | France                                      | Gérald Quéouron                             | France                                      | Groupe Setin                                | 2007                                        | 7e                                                  | 23 novembre 2015                                    | 28 j 18 h 08 min 10 s                               | 7,82                                                |
| Valentin Lemarchand                         | France                                      | Arthur Hubert                               | France                                      | SNBSM Espoir Compétition                    | 2012                                        | 8e                                                  | 23 novembre 2015                                    | 28 j 19 h 14 min 05 s                               | 7,81                                                |
| Philippa Hutton-Squire                      | Afrique du Sud                              | Pip Hare                                    | Royaume-Uni                                 | Concise 2                                   | 2010                                        | 9e                                                  | 23 novembre 2015                                    | 28 j 19 h 48 min 20 s                               | 7,81                                                |
| Alan Roura                                  | Suisse                                      | Juliette Petrès                             | France                                      | Club 103                                    | 2006                                        | 10e                                                 | 27 novembre 2015                                    | 32 j 22 h 38 min 35 s                               | 6,83                                                |
| Thibault Hector                             | France                                      | Morgan Launay                               | France                                      | Creno Moustache Solidaire                   | 2010                                        | 11e                                                 | 27 novembre 2015                                    | 33 j 04 h 13 min 20 s                               | 6,78                                                |
| Catherine Pourre                            | France                                      | Antoine Carpentier                          | France                                      | Eärendil                                    | 2015                                        | Abandon le 30 octobre (panne de moteur)             | Abandon le 30 octobre (panne de moteur)             | Abandon le 30 octobre (panne de moteur)             | Abandon le 30 octobre (panne de moteur)             |
| Nicolas Troussel                            | France                                      | Corentin Horeau                             | France                                      | Bretagne - Crédit Mutuel Elite              | 2013                                        | Abandon le 28 octobre (panne de pilote automatique) | Abandon le 28 octobre (panne de pilote automatique) | Abandon le 28 octobre (panne de pilote automatique) | Abandon le 28 octobre (panne de pilote automatique) |
| Jack Boutell                                | Australie                                   | Gildas Mahé                                 | France                                      | Team Concise                                | 2013                                        | Abandon le 28 octobre (problèmes de structure)      | Abandon le 28 octobre (problèmes de structure)      | Abandon le 28 octobre (problèmes de structure)      | Abandon le 28 octobre (problèmes de structure)      |